# Karina Thayenthal
Karina Thayenthal (* 2. April 1961 in St. Gallen, Schweiz, als Karin Waglechner, inzwischen verheiratete Rey) ist eine österreichische Schauspielerin.

## Leben
Karina Rey (Künstlername: Karina Thayenthal), die Tochter einer Schweizer Managerin und eines österreichischen Dirigenten, wuchs in Mödling bei Wien auf. Nach der Matura absolvierte sie von 1980 bis 1983 ein dreijähriges Studium an der Hochschule für Musik und Darstellende Kunst Graz.
Anschließend spielte sie an verschiedenen Bühnen, unter anderem am Schauspielhaus Graz (1982–83), am Landestheater Linz (1983–86) und am Wiener Volkstheater. So war sie beispielsweise in Stigma von Felix Mitterer, im Zerbrochnen Krug von Kleist und in Susn von Herbert Achternbusch zu sehen. In Deutschland nahm sie zunächst ein Engagement am Staatstheater Saarbrücken (1987–88) an. Danach war sie am Schauspiel Frankfurt engagiert, wo sie die Marianne in Geschichten aus dem Wienerwald und die Recha in Nathan der Weise spielte.
1990 gastierte sie bei den Luisenburg-Festspielen in Wunsiedel als Vroni in Der Meineidbauer in einer Inszenierung, die auch vom Bayerischen Fernsehen aufgezeichnet wurde. Seit einigen Jahren führt sie auch Theaterregie, u. a. in Stuttgart, München und Wien.
Karina Thayenthal spielte außerdem in zahlreichen Fernsehfilmen, Krimis und Serien (u. a. Der Landarzt, Tatort, Rosamunde Pilcher) mit. Für ihre Rolle der Agnes im Fernsehspiel Der Weg nach Lourdes, in dem sie eine junge Frau mit Multipler Sklerose darstellte, wurde sie 1989 mit dem Deutschen Fernsehpreis als „Beste Nachwuchsschauspielerin“ ausgezeichnet. In der 4. Staffel der TV-Serie Rote Rosen war Thayenthal von August 2008 bis Mai 2009 in der Rolle der Verlegerin Alexandra Siemers als Antagonistin der weiblichen Hauptfigur Charlotte Kröger (Annett Kruschke) zu sehen.
Ende 2012 zog sie mit ihrer Familie in den Regenwald im Südwesten Kameruns und leitete gemeinsam mit ihrem Mann über einige Jahre das Trinkwasserprojekt einer Schweizer Stiftung.
Seit 2017 lebt Karina Rey, die auch die Schweizer Staatsbürgerschaft besitzt, in der Schweiz und hat sich als Autorin, Keynote-Speakerin und Coach für öffentliche Auftritte, Dialogkompetenz und interkulturelle Kommunikation selbstständig gemacht. Im Oktober 2024 erschien ihr Buch Meine Zweifel können mich mal! im Campus-Verlag. Sie ist verheiratet und hat drei Töchter.

## Filmografie (Auswahl)
- 1983: Derrick – Lohmanns innerer Frieden (Folge 105)
- 1986: Tatort: Die Spieler
- 1987: Melzer oder die Tiefe der Jahre
- 1988: Roda Roda (Folge 10)
- 1988: Der Schwarze Obelisk
- 1992: Das Eine und das andere Glück
- 1992: Der Bergdoktor – Der Wolf
- 1992: Happy Holiday – Etikettenschwindel
- 1993: Wie Pech und Schwefel
- 1994: Ihre Exzellenz, die Botschafterin – Macht der Gefühle
- 1996: Feuerbach
- 1997: Es geschah am hellichten Tag
- 1997: Der Bulle von Tölz: Bei Zuschlag Mord
- 1998: Die Vier Spezialisten
- 1998: Rosamunde Pilcher – Magie der Liebe
- 1998: Alarm für Cobra 11 – Die Autobahnpolizei: Die letzte Chance
- 1998–2007: Der Landarzt
- 1999: Dr. Stefan Frank – Der Arzt, dem die Frauen vertrauen – Zwischen gestern und morgen
- 1999–2000: Lindenstraße
- 2000: Da wo die Berge sind
- 2003: Da wo die Liebe wohnt
- 2004: Da wo die Heimat ist
- 2007: In aller Freundschaft – Nichts bereuen
- 2008:	Tatort – Borowski und die heile Welt
- 2008–2009: Rote Rosen, Folge 399–572
- 2010: Notruf Hafenkante – Der verlorene Bräutigam
- 2012: SOKO 5113 – Kalte Spuren
- 2012: Die Rosenheim-Cops – Der Fall Ortmann